# Souvenir napoléonien
Ne doit pas être confondu avec Institut Napoléon.
Le Souvenir napoléonien est une société savante française d'histoire napoléonienne créée en 1937 à Paris.

## Historique
Créé en 1937, le Souvenir napoléonien (Société française d'histoire napoléonienne) est une association napoléonienne, reconnue d'utilité publique par décret ministériel du 5 novembre 1982. Sa fondatrice est Eugénie Gal, descendante d'un maréchal d'Empire.
Le Souvenir napoléonien étudie et fait connaître ce qui, depuis la Révolution française, concerne l’histoire du Premier et du Second Empire, et de la famille impériale. 
L'association fait aussi connaître les institutions, les lieux, les événements et les personnes qui y ont participé, en organisant de nombreuses manifestations au niveau national et dans les délégations régionales et étrangères : colloques, conférences, voyages, visites, commémorations, etc.
Elle travaille étroitement avec la Fondation Napoléon, dont elle reçoit un appui financier, notamment pour l'édition de la Revue du Souvenir napoléonien (RSN) que la Fondation Napoléon finance entièrement.

## Structure et organisation
Le Souvenir napoléonien est dirigé par un Comité directeur, qui désigne en son sein un président, un vice-président, un trésorier, un secrétaire général et d'autres membres constituant le Bureau.

### Délégations
En France et à l'étranger, des délégués sont chargés d'organiser des manifestations et conférences.
Les délégations en France sont les suivantes :
- Alsace
- Aquitaine
- Aude - Roussillon
- Auvergne
- Berry - Val de Loire
- Bourgogne-Franche-Comté
- Bretagne
- Champagne-Ardenne
- Corse
- Dauphiné - Savoie
- Languedoc - Cévennes
- Limousin - Quercy - Périgord
- Lorraine
- Lyonnais
- Midi-Pyrénées
- Nice - Alpes-Maritimes
- Nord-Pas-de-Calais - Picardie
- Normandie
- Paris - Île-de-France
- Pays de la Loire
- Poitou-Charentes
- Provence-Alpes-Côte d'Azur

Les délégations à l'étranger sont les suivantes : 
- Belgique
- Colombie
- Grèce
- Italie du Nord
- Rome - Italie centrale
- Suède
- Suisse
- Allemagne du sud
- Allemagne du nord

Enfin, les correspondances à l'étranger sont les suivants :
- Autriche
- Berlin - Brandebourg
- Calabre
- Canada
- Égypte
- Émilie-Romagne
- Grèce
- Ligurie
- Lombardie
- Piémont - Val d’Aoste
- Pouilles
- Saxe
- Toscane occidentale
- Toscane orientale

### Composition du bureau
- Président : Guy Carrieu
- Vice-président : Louis Bergès-Montfort
- Secrétaire général : Gaston Leroux Lenci
- Trésorier : Jean-Marc Auger

### Présidents
- Médecin-Colonel Abbatucci (1937-1940), rôle confié nominalement car les mentalités de l’époque sont hostiles à l’idée d’avoir comme président une femme
- Eugénie Gal (1937-1963), fondatrice, descendante de maréchal d'Empire, filleule de l'impératrice Eugénie
- Guy Godlewski (1969-1983), docteur en histoire napoléonienne, décède en août 1983[2]
- Napoléon Gourgaud du Taillis (1983-1997), 5ème baron Gourgaud, comte du Taillis et président-fondateur de la Fondation Napoléon[3]
- Claude Napoléon de Méneval (1997-2005), 5ème baron de Méneval
- Ronald Zins (2005-2008), professeur d'histoire napoléonienne[4]
- Christian Fileaux (2008-2012), professeur d'histoire napoléonienne[5]
- Alain Pigeard (2012-2017), docteur en histoire napoléonienne, démissionnaire en novembre 2017
- Intérim : Guy Carrieu (2017-2018), haut fonctionnaire
- Christian Bourdeille (2018-2021), docteur en sciences économiques militaires, démissionnaire le 28 mai 2021
- Guy Carrieu (2021-), haut fonctionnaire

| Identité                                       | Période | Période | Durée  |
| Identité                                       | Début   | Fin     | Durée  |
| ---------------------------------------------- | ------- | ------- | ------ |
| Guy Godlewski (1913 - 1983)                    | 1969    | 1983    | 14 ans |
| Napoléon Gourgaud du Taillis (d) (1922 - 2010) | 1983    | 1997    | 14 ans |
| Alain Pigeard (né en 1948)                     | 2012    | 2017    | 5 ans  |
| Guy Carrieu (d) (né en 1955)                   | 2021    |         |        |

## Bibliothèque
Le Souvenir napoléonien est doté d'une bibliothèque dont le fonds a été constitué à partir de la bibliothèque personnelle du baron Jean Thiry, léguée à l'association par les enfants de l'historien (près de 500 volumes). Il s'enrichit constamment par les dons de membres du Souvenir napoléonien, les envois d'auteurs et d'éditeurs, des acquisitions. Elle compte plus de 2100 ouvrages sur les périodes du Premier et Second Empire.
Les ouvrages peuvent être consultés sur place, 82 rue de Monceau à Paris, par les membres de l'association ainsi que par les étudiants.

## LaRevue du Souvenir napoléonien
La Revue du Souvenir napoléonien (RSN) a pour rédacteur en chef David Chanteranne, professeur d'histoire napoléonienne et d'Histoire de l'art. Il a succédé en 2005 à Jacques Jourquin. De nombreux historiens, membres ou non de l'association, collaborent à la Revue, tels que Jean Tulard, Thierry Lentz, Alain Pigeard, Jacques-Olivier Boudon, Patrice Gueniffey, Pierre Branda, Natalie Petiteau, Jacques Macé, Eric Anceau, Jean Étèvenaux, etc. Les sujets traités couvrent l'époque napoléonienne, du Directoire au Second Empire.
La bibliothèque détient une collection complète reliée de la Revue du Souvenir napoléonien.
En janvier 2019, la revue du Souvenir napoléonien fusionne avec le magazine Napoléon Ier.
Depuis 2024, la Revue de Souvenir Napoléonien est de nouveau rééditée sous ce nom.